# Grammy Award for Best Children’s Music Album
Der Grammy Award for Best Children’s Album, auf Deutsch „Grammy-Award für das beste Kinderalbum“, ist ein Musikpreis, der seit 2012 bei den jährlich stattfindenden Grammy Awards verliehen wird. Der Preis geht an Künstler für das beste Musik- und Hörspielalbum für Kinder vergeben.
Zum Grammy Award for Best Children’s Album wurden die bis 2011 verliehenen Grammies für Best Musical Album for Children und Best Spoken Word Album for Children zusammengelegt. Dies entspricht einer Rückführung auf den Stand vor 1994, als nur ein Grammy for Best Album for Children vergeben wurde. Die Zusammenlegung erfolgte, da die NARAS die Anzahl der Kategorien deutlich reduzieren sowie teilweise die Trennung von Gesangs- und Instrumentaldarbietungen in vielen Kategorien abschaffen wollte. Ab der Grammy-Verleihung 2021 heißt die Kategorie Grammy Award for Best Children’s Music Album.

## Gewinner und nominierte Künstler
| Jahr                  | Künstler / Produzenten                                                                    | Nationalität       | Werk                                                                                      | Weitere nominierte Künstler | Bilder der Künstler |
| --------------------- | ----------------------------------------------------------------------------------------- | ------------------ | ----------------------------------------------------------------------------------------- | --- | ------------------- |
| 2012 12. Februar 2012 | James Cravero, Gloria Domina, Kevin Mackie, Steve Pullara, Patrick Robinson (Produzenten) | Vereinigte Staaten | All About Bullies … Big and Small                                                         | - The Papa Hugs Band – Are We There Yet? - Miss Amy – Fitness Rock & Roll - The Banana Plant – Gulfalive - Eric Brace & Peter Cooper (Produzenten) – I Love: Tom T. Hall’s Songs of Fox Hollow (Verschiedene Interpreten)                            |                     |
| 2013 10. Februar 2013 | The Okee Dokee Brothers                                                                   | Vereinigte Staaten | Can You Canoe?                                                                            | - Bill Harley – High Dive and Other Things That Could Have Happened - James Murray & Various Artists – JumpinJazz Kids – A Swinging Jungle Tale - Elizabeth Mitchell – Little Seed: Songs for Children by Woody Guthrie - The Pop Ups – Radio Jungle |                     |
| 2014 26. Januar 2014  | Jennifer Gasoi                                                                            | Kanada             | Throw a Penny in the Wishing Well                                                         | - Elizabeth Mitchell & You Are My Flower – Blue Clouds - Beth Nielsen Chapman – The Mighty Sky - Justin Roberts – Recess - Alastair Moock & Friends – Singing Our Way Through: Songs for the World’s Bravest Kids                                    |                     |
| 2015 8. Februar 2015  | Neela Vaswani                                                                             | Vereinigte Staaten | I Am Malala: How One Girl Stood Up for Education and Changed the World (Malala Yousafzai) | - Pop Ups – Appetite for Construction - Brady Rymer and the Little Band That Could – Just Say Hi! - Secret Agent 23 Skidoo – The Perfect Quirk - Okee Dokee Brothers – Through the Woods                                                             |                     |
| 2016 15. Februar 2016 | Tim Kubart                                                                                | Vereinigte Staaten | Home                                                                                      | - José-Luis Orozco für Come Bien! Eat Right! - Gustafer Yellowgold für Dark Pie Concerns - Lori Henriques für How Great Can This Day Be - Molly Ledford und Billy Kelly für Trees                                                                    |                     |
| 2017 12. Februar 2017 | Secret Agent 23 Skidoo                                                                    | Vereinigte Staaten | Infinity Plus One                                                                         | - Frances England für Explorer of the World - Recess Monkey für Novelties - Brady Rymer & The Little Band That Could für Press Play - The Okee Dokee Brothers für Saddle Up                                                                          |                     |
| 2018 28. Januar 2018  | Lisa Loeb                                                                                 | Vereinigte Staaten | Feel What U Feel                                                                          | - Gustafer Yellowgold für Brighter Side - Justin Roberts für Lemonade - Alphabet Rockers für Rise Shine #Woke - Ladysmith Black Mambazo für Songs of Peace & Love For Kids & Parents Around the World                                                |                     |
| 2019 10. Februar 2019 | Lucy Kalantari & The Jazz Cats                                                            | Vereinigte Staaten | All The Sounds                                                                            | - Tim Kubart für Building Blocks - Falu für Falu’s Bazaar - The Pop Ups für Giants of Science - Frank & Deane für The Nation of Imagine |                     |
| 2020 26. Januar 2020  | Jon Samson                                                                                | Südafrika          | Ageless Songs for the Child Archetype                                                     | - Caspar Babypants für Flying High! - Daniel Tashian für I Love Rainy Days - Alphabet Rockers für The Love - Okee Dokee Brothers für Winterland |                     |
| 2021 14. März 2021    | Joanie Leeds                                                                              | Vereinigte Staaten | All the Ladies                                                                            | - Alastair Moock and Friends für Be a Pain: An Album for Young (And Old) Leaders - Dog on Fleas für I’m an Optimist - Okee Dokee Brothers für Songs for Singin’ - Justin Roberts für Wild Life                                                       |                     |
| 2022 3. April 2022    | Falu                                                                                      | Vereinigte Staaten | A Colorful World                                                                          | - 123 Andrés – Actívate - 1 Tribe Collective – All One Tribe - Pierce Freelon – Black to the Future - Lucky Diaz and the Family Jam Band – Crayon Kids                                                                                               |                     |
| 2023 5. Februar 2023  | Alphabet Rockers                                                                          |                    | The Movement                                                                              | - Wendy and DB – Into the Little Blue House - Lucky Diaz and the Family Jam Band – Los Fabulosos - Divinity Roxx – Ready Set Go! - Justin Roberts – Space Cadet                                                                                      |                     |
| 2024 4. Februar 2024  | 123 Andrés                                                                                | Kolumbien          | We Grow Together Preschool Songs                                                          | - Andrew & Polly – Ahhhhh! - Pierce Freelon & Nnenna Frelon – Ancestars - DJ Willy Wow! – Hip Hope for Kids! - Uncle Jumbo – Taste the Sky |                     |
| 2025 2. Februar 2025  | Lucky Diaz and the Family Jam Band                                                        | Vereinigte Staaten | Brillo, Brillo!                                                                           | - Creciendo von Lucy Kalantari & the Jazz Cats - My Favorite Dream von John Legend - Solid Rock Revival von Rock for Children - World Wide Playdate von Divinity Roxx and Divi Roxx Kids                                                             |                     |

## Belege
1. ↑  Awards Category Comparison Chart. (PDF 80 kB) National Academy of Recording Arts and Sciences, S. 1, archiviert vom Original am 16. Mai 2011; abgerufen am 4. Januar 2014.  Info: Der Archivlink wurde automatisch eingesetzt und noch nicht geprüft. Bitte prüfe Original- und Archivlink gemäß Anleitung und entferne dann diesen Hinweis.
2. ↑  NARAL Final Nomination List 57th Grammy Awards, abgerufen am 31. Dezember 2015.